# Mansudae Overseas Projects
Mansudae Overseas Projects es una empresa de construcción con sede en Jongphyong-dong, distrito de Phyongchon, Pionyang, Corea del Norte. Es la división comercial internacional de Mansudae Art Studio . Hasta agosto de 2011, había ganado aproximadamente US$ 160 millones en construcción de edificios y monumentos conmemorativos en el extranjero. A partir de 2015, Angola, Benín, Botsuana, Camboya, Chad, República Democrática del Congo, Egipto, Guinea Ecuatorial, Etiopía, Alemania, Malasia, Mali, Mozambique, Namibia, Senegal, Togo, Senegal y Zimbabue. La compañía utiliza artistas, ingenieros y trabajadores de la construcción de Corea del Norte en lugar de los artistas y trabajadores locales. Esculturas, monumentos y edificios están al estilo del realismo socialista de Corea del Norte.

## Obras

### Angola
Mansudae Overseas Projects construyó el Centro Cultural Presidente Dr. Agostinho Neto en Luanda, capital de Angola.

### Benín
En Benín, la compañía ha construido una estatua de Behanzin. 

### Botsuana
En Botsuana, construyó el Monumento a los Tres Dikgosi, también llamado Monumento a los Tres Jefes.

### Camboya
El museo Angkor Panorama fue construido junto a los templos de Angkor. El museo es operado conjuntamente por APSARA y Mansudae. Alrededor de la mitad de los 40 miembros del personal son de Corea del Norte. A diferencia de los proyectos anteriores de Mansudae en el extranjero, esta vez Corea del Norte está intentando ganar dinero mediante ventas complementarias de boletos y arte. A partir de abril de 2016, se proyecta que el museo se entregará completamente a los camboyanos dentro de veinte años, a menos que las ganancias de Corea del Norte se mantengan bajas y el tiempo deba extenderse. El número de visitantes al museo ha sido escaso hasta ahora. Sin embargo, el subdirector del museo de Camboya declaró en una entrevista que en la actualidad es muy difícil ganar dinero con los museos, y señaló que la comercialización del museo aún no ha comenzado.

### República Democrática del Congo
En la República Democrática del Congo, la empresa construyó una estatua de Laurent-Désiré Kabila.

### Etiopía
El Monumento Tiglachin, también conocido como el Monumento Derg, es un pilar de 50 metros (160 pies) de altura erigido en Adís Abeba, Etiopía en 1984. El monumento se ha descuidado.

### Alemania
Reconstrucción de la llamada Fuente de cuento de hadas de Frankfurt, una reliquia art nouveau de 1910 que se había fundido por su metal durante la Segunda Guerra Mundial.

### Mozambique
En Mozambique, Mansudae Overseas Projects construyó la Estatua de Samora Machel en la Plaza de la Independencia de Maputo, inaugurada en 2011.

### Namibia
Namibia es el único país que ha encargado cuatro obras públicas de Mansudae Overseas Projects.
- Acre de los Héroes (inaugurado en agosto de 2002) con una estatua del soldado desconocido cerca de la capital Windhoek.
- Museo Militar de Okahandja (inaugurado en 2004, actualmente cerrado alpúblico), ubicado en Okahandja, a 70 kilómetros (43 millas) al norte de Windhoek.
- La Nueva Casa del Estado de Namibia (inaugurada en 2008) en un sitio de 40.4 ha en Windhoek.[10][11]
- Museo Memorial de la Independencia (inaugurado en 2014), en el centro de Windhoek.

### Senegal
En Senegal, la compañía construyó el Monumento al Renacimiento Africano.

### Zimbabue
El Acre de los Héroes Nacionales es un cementerio de 57 acres (230,000 m²) y un monumento nacional en Harare. Comenzó en 1981 y fue utilizado por los trabajadores zimbabuenses y norcoreanos. Refleja el diseño del Cementerio de los Mártires Revolucionarios en Taesong-guyŏk, a las afueras de Pionyang, Corea del Norte.
La Estatua de Joshua Nkomo fue construida en 2010 en Bulawayo. La estatua tuvo que ser removida inmediatamente debido a la protesta pública; miles de partidarios de Joshua Nkomo fueron asesinados por tropas entrenadas por asesores de Corea del Norte.